# Presidente de Bangladés
El Presidente de Bangladés es el jefe de Estado de dicho país desde 1991, un cargo principalmente ceremonial elegido por el Parlamento. Desde 1996, el papel del Presidente se volvió más importante debido a cambios en la constitución del país. La oficina y residencia del Presidente se encuentra en el Palacio de Bangabhaban, en Daca, la capital de Bangladés.
| Espectro político                                                               |
| ------------------------------------------------------------------------------- |
| Liga Awami de Bangladés BaKSAL Partido Nacionalista de Bangladés Partido Jatiya |

| Presidente de la República | Presidente de la República | Presidente de la República                                               | Inicio                  | Fin                     | Partido                           | Elecciones                |
| -------------------------- | -------------------------- | ------------------------------------------------------------------------ | ----------------------- | ----------------------- | --------------------------------- | ------------------------- |
|                            |                            | Sheikh Mujibur Rahman (1920-1975)                                        | 17 de abril de 1971     | 12 de enero de 1972     | Liga Awami de Bangladés           | -                         |
|                            |                            | Syed Nazrul Islam (1925-1975) presidente interino                        | 17 de abril de 1971     | 12 de enero de 1972     | Liga Awami de Bangladés           | -                         |
|                            |                            | Abu Sayeed Chowdhury (1921-1987)                                         | 12 de enero de 1972     | 24 de diciembre de 1973 | Liga Awami de Bangladés           | Elegido por el Parlamento |
|                            |                            | Mohammad Mohammadullah (1921-1999)                                       | 24 de diciembre de 1973 | 24 de enero de 1975     | Liga Awami de Bangladés           | Elegido por el Parlamento |
|                            |                            | Sheikh Mujibur Rahman (1920-1975)                                        | 24 de enero de 1975     | 15 de agosto de 1975    | BaKSAL                            | Elegido por el Parlamento |
|                            |                            | Khondakar Mostaq Ahmad (1918-1996)                                       | 15 de agosto de 1975    | 6 de noviembre de 1975  | Liga Awami de Bangladés           | Elegido por el Parlamento |
|                            |                            | Abu Sadat Mohammad Sayem (1916-1997)                                     | 6 de noviembre de 1975  | 21 de abril de 1977     | Liga Awami de Bangladés           | Elegido por el Parlamento |
|                            |                            | Ziaur Rahman (1936-1981)                                                 | 21 de abril de 1977     | 30 de mayo de 1981      | Partido Nacionalista de Bangladés | 1978                      |
|                            |                            | Abdus Sattar (1906-1985)                                                 | 30 de mayo de 1981      | 24 de marzo de 1982     | Partido Nacionalista de Bangladés | 1981                      |
|                            |                            | Hossain Mohammad Ershad (1930-2019) Jefe Administrador de la Ley Marcial | 24 de marzo de 1982     | 27 de marzo de 1982     | militar                           | -                         |
|                            |                            | Ahsanuddin Chowdhury (1915-2001)                                         | 27 de marzo de 1982     | 10 de diciembre de 1983 | independiente                     | -                         |
|                            |                            | Hossain Mohammad Ershad (1930-2019)                                      | 10 de diciembre de 1983 | 6 de diciembre de 1990  | Partido Jatiya                    | 1986                      |
|                            |                            | Shahabuddin Ahmed (1930-2022) Presidente interino                        | 6 de diciembre de 1990  | 10 de octubre de 1991   | independiente                     | -                         |
|                            |                            | Abdur Rahman Biswas (1926-2017)                                          | 10 de octubre de 1991   | 9 de octubre de 1996    | Partido Nacionalista de Bangladés | Elegido por el Parlamento |
|                            |                            | Shahabuddin Ahmed (1930-2022)                                            | 9 de octubre de 1996    | 14 de noviembre de 2001 | independiente                     | Elegido por el Parlamento |
|                            |                            | Badruddoza Chowdhury (1932-2024)                                         | 14 de noviembre de 2001 | 21 de junio de 2002     | Partido Nacionalista de Bangladés | Elegido por el Parlamento |
|                            |                            | Muhammad Jamiruddin Sircar (1931-) Presidente interino                   | 21 de junio de 2002     | 6 de septiembre de 2002 | Partido Nacionalista de Bangladés | Elegido por el Parlamento |
|                            |                            | Iajuddin Ahmed (1931-2012)                                               | 6 de septiembre de 2002 | 12 de febrero de 2009   | independiente                     | Elegido por el Parlamento |
|                            |                            | Zillur Rahman (1929-2013)                                                | 12 de febrero de 2009   | 20 de marzo de 2013     | Liga Awami de Bangladés           | Elegido por el Parlamento |
|                            |                            | Abdul Hamid (1944-)                                                      | 20 de marzo de 2013     | 24 de abril de 2023     | Liga Awami de Bangladés           | Elegido por el Parlamento |
|                            |                            | Shahabuddin Chuppu (1949-)                                               | 24 de abril de 2023     | Presente                | Liga Awami de Bangladés           | Elegido por el Parlamento |